# Cabildo de Humahuaca

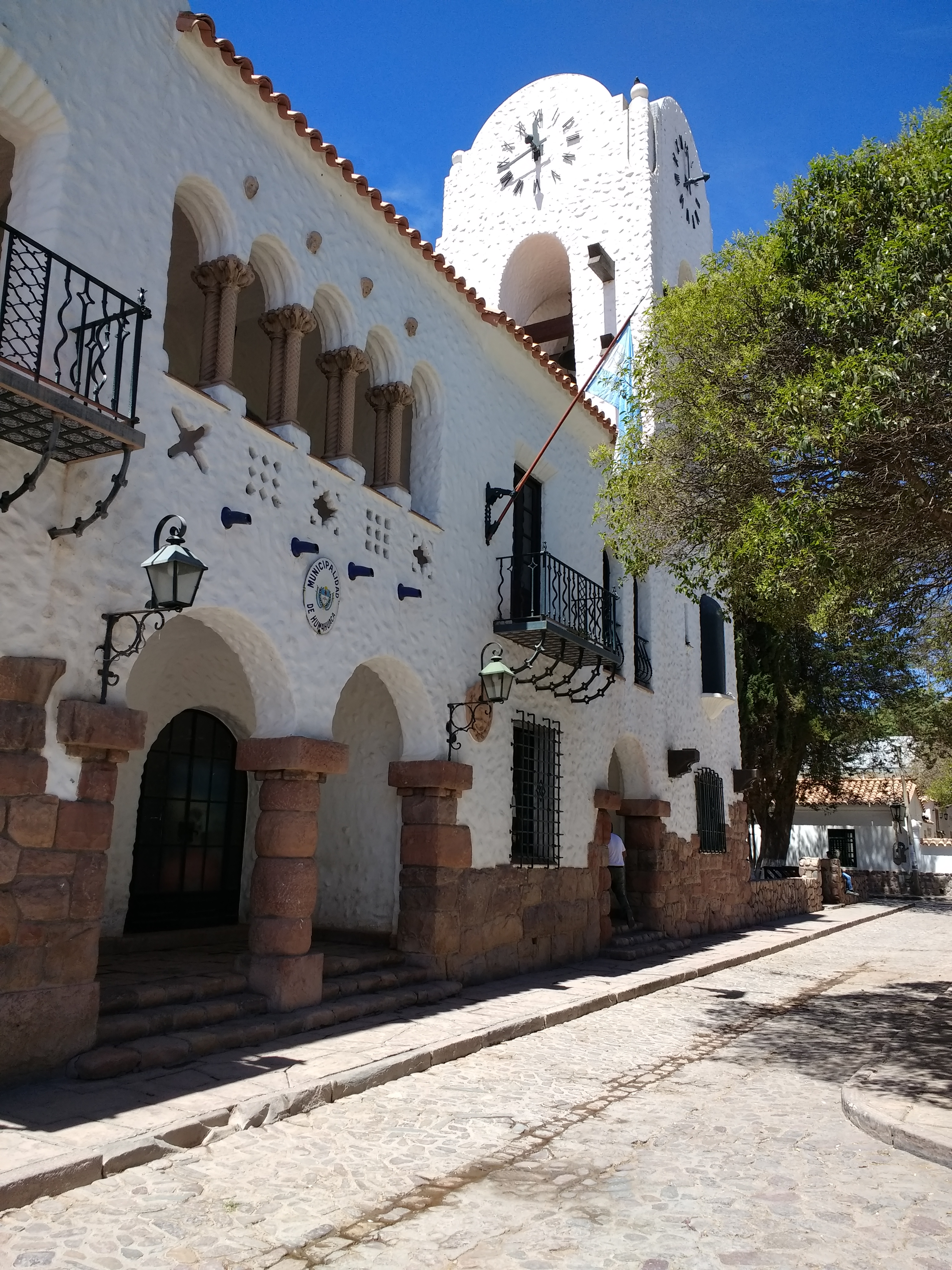
Cabildo de Humahuaca

El Cabildo de Humahuaca es un edificio histórico que se encuentra en la localidad de Humahuaca, departamento de Humahuaca en la provincia de Jujuy en Argentina.

## Historia
Los poblados eran los núcleos básicos de un sistema político, la legislación había establecido tres clases de poblaciones: las ciudades metropolitanas, ciudades diocesanas u sufragáneas y villas y lugares. El poblado de Humahuaca tenía la característica de una villa y el sector de las autoridades,generalmente, se componía de un alcalde ordinario, cuatro regidores, un alguacil, un escribano de concejo público y un mayordomo. Todos los pobladores pertenecían a la villa; desde su nacimiento se identificaba con el cabildo. Las autoridades municipales eran nombradas por las autoridades coloniales (corregidores, oidores, intendentes, otros), y muchas veces se nombraban a familiares o amigos, aunque quedaban expuestos a quedar sin efecto dichos nombramientos.
El cabildo ejercía las funciones normales, de rutina, de una institución de ese tipo, es decir distribuían tierras a los ciudadanos, imponían gravámenes municipales, proveían a la policía local, reclutaban una milicia urbana para tiempos de peligros, otorgaban permisos de edificación, cuidaban los caminos y otras funciones.
Ubicado en el centro de la ciudad histórica de Humahuaca, el cabildo forma parte de configuración establecida desde España acerca de la organización de las ciudades al estilo peninsular: plaza central o mayor, iglesia para adoctrinar a los recién conquistados y el cabildo para establecer la autoridad civil. Es sabido que la construcción actual data del año 1942, pero consideró necesario establecer que el edificio anterior al nuevo, se encontraba bien se creó el curato de Humahuaca hacía el año 1594 (cita requerida) que constaba de dos plantas con un patio central empedrado, plantas frutales, la construcción era de adobe y techo de paja y barro, balcones de madera de cedro, cielorraso de madera de cardón y varias dependencias, incluso en la parte de atrás se encontraban las caballerizas y otras dependencias de acopio de tributos y mercaderías. Era la calle del mercado o plaza real, cuyas extensiones eran muchas amplias de la que conocemos en la actualidad y al costado del cabildo se entregaron solares a los vecinos y autoridades españolas en su mayoría, para que habitasen y poblaran esta próspera villa.

## El edificio
Ese edificio original fue demolido en el año 1934 y gracias a las gestiones del Dr. Ernesto Padilla, se comenzó la edificación del actual cabildo de estilo diverso. Lo que nos da una clara muestra que obedece a patrones de neto corte castizo. Ya que se observa en las columnas ejemplares de la fauna, como el cóndor, que es un ave de rapiña presente en la cosmovisión andina por representar uno de los principios de la vida que es el aire, esculpidos en arenisca de Coraya. El cabildo se levantó gracias a las gestiones realizadas en Buenos Aires por el Dr. Ernesto Padilla y los fondos fueron costeados por el gobierno nacional. 
Se pone en marcha así la construcción de este novedoso edificio en cuya obra trabajaron alrededor de 12 obreros humahuaqueños y otros tantos venidos desde San Salvador de Jujuy. La variada conjunción de estilos que presenta dio lugar a varias interpretaciones de los expertos, pero es sabido que su estilo es neoclásico con una importante conjunción de otros, como ser el morisco por la utilización de azulejos en uno de los torreones. La utilización de maderas de cedro como sostén de los campanarios les da un toque mixto de avanzada en arquitectura moderna. 
Es común interpretar cuál es el papel que juega en un edificio político si se quiere, la figura de un santo, en este caso San Francisco Solano, español peninsular, oriundo de Montilla, y que tuvo un papel trascendental en la evangelización de los naturales de la región, sobre todo de Tucumán hasta el Alto Perú. Su peculiaridad evangelizadora, ejecutar las dulces melodías del violín (algunos estudiosos, desechan esta posibilidad, y se refieren al empleo de la flauta), llamó la atención de los pobladores nativos hacia él, quien vio con beneplácito la oportunidad de enseñarles las palabras de Dios e intercambiar pensamientos. 
El Dr. Padilla era un estudioso de la vida del santo y lo admiraba por su gran espíritu de lucha y sacrificio. Por lo cual sugirió a las autoridades locales la posibilidad de contar con una hornacina para que desde allí dé la bendición el santo músico. Y así efectivamente se hizo. 
La obra tallada en madera y de bronce cincelado pertenece al escultor Antonio Gargiulo, y es uno de los pocos ejemplares de estatuas articuladas en el mundo. Se sabe que otras latitudes se pueden apreciar imágenes articuladas, pero pocas son de santos, lo que, lo que le confiere una mayor singularidad, sumada al mecanismo complejo que poseen los sistemas de engranajes, pesos y contrapesos y por ser inicialmente automático.